# 巻き返し
巻き返し（まきかえし、rollback）とは、国家の主要政策の変革を（通常、支配体制の転換によって）強制する戦略のことである。この概念は、国家の拡大阻止を意味する封じ込めや、国家との連携を意味するデタントと対照をなす。学術論文中の巻き返しに関する議論の大半は、冷戦中の共産主義国に対する米国の外交政策に関するものである。1950年に朝鮮で、また1961年にはキューバで巻き返し戦略が図られたが、失敗した。
米国の政治指導部は、1953年の東ドイツにおける反乱や1956年のハンガリーにおける革命の際にも巻き返しの実施を検討したが、ソヴィエト連邦の干渉と激突の危険を避けるために、反乱勢力に不利な決定を下した。共和党のバリー・ゴールドウォーター上院議員は、1962年に上梓した本の表題にもあるように、『なぜ勝たないのか (Why Not Victory?)』と問い質した。しかし、ソ連と核戦争を起こしかねない危険人物とされた彼は、1964年の大統領選で地滑り的大敗を喫した。
巻き返し戦略は、1983年のグレナダ侵攻で成功を収めた。ロナルド・レーガンは1980年代、自ら名付けたところの「悪の帝国（ソ連）」に対する巻き返し戦略を推進した。
北大西洋条約機構はターリバーンの支配を終わらせるために、2001年以降アフガニスタンで巻き返し戦略を展開した。
反米政権に対する巻き返しは、南北戦争（1861年-1865年）、第一次世界大戦（対ドイツ：1918年）、第二次世界大戦（対イタリア：1943年、対ドイツ：1945年、対日本：1945年）、1953年のイランのクーデター（対モハンマド・モサッデク）、チリ（対サルバドール・アジェンデ）、パナマ（対マヌエル・ノリエガ）、イラク（対サッダーム・フセイン）で起こった。
今日では、巻き返しは時として「体制転換（regime change）」と呼ばれる。

## 冷戦中の巻き返し

### 初期
米国の戦略的用語法によれば、巻き返しとは敵軍を殲滅して国家を占領する政策のことであり、南北戦争においてはアメリカ連合国に対して、第二次世界大戦においては主にドイツと日本に対して実施された。
軍事的巻き返しの概念は、ソ連に対してはジェームズ・バーナムや1940年代後期の他の戦略家らによって、朝鮮戦争時の北朝鮮に対してはトルーマン政権によって示された。
「米国は東欧の共産主義に対して巻き返し戦略を推進すべきか否か」という問題が、1953年から1956年にかけて繰り返し討議された。結論は、「すべきでない」であった。
軍事的巻き返しの代わりに、米国は長期的心理戦計画を開始し、共産体制や親共産体制の合法性を認めないことによって反乱軍の支援を図った。これらの試みは、1945年という早い時期に東欧で始まった。例えば、バルト三国やウクライナの独立派の兵士に武器を供与する取り組みである。初期におけるもう1つの取り組みは1949年にアルバニアに対して行われた。これは、同年のギリシャ内戦における共産勢力の敗北後になされた。この時、英米の工作員が落下傘降下してアルバニアに入国し、ゲリラ戦を起こそうと図ったが、失敗に終わった。作戦の情報は、既に英国の二重スパイキム・フィルビーによってソ連に売り渡されており、工作員の即時捕獲または殺害を招いた。このプロセスは、1980年代のソ連によるアフガニスタン占領において最も成功した。

### 朝鮮
朝鮮戦争時、米国と国連は、巻き返し政策――北朝鮮政府の破壊――を公式に支持し、38度線の北方に国連軍を派遣して北朝鮮の制圧を図った。しかし、巻き返し戦略は中国の介入を招き、中国人民志願軍は国連軍を38度線まで押し戻した。ダグラス・マッカーサー元帥の支持にもかかわらず巻き返し政策が失敗したことにより、米国は巻き返し政策ではなく封じ込め政策を行うようになった。

### 中国
より野心的な取り組みは、1950年11月のペーパー作戦 (Operation Paper) であった。これは中国南部の雲南省に侵攻すべくビルマ東部に潜んでいる残余の中国国民党部隊、即ち李弥将軍指揮下の第93部隊に対する武器供与などであった。
李弥は中国へ侵攻したが即座に撃破された。1952年8月の侵攻作戦も失敗に終わり、米国は支援を縮小し始めた。

### アイゼンハワーとダレス
共和党の報道官ジョン・フォスター・ダレスは、巻き返し政策の推進を主導した。 彼は、1949年に次のように記している。
我々は、東欧やアジアで支配を受けながら抵抗を続ける何千万もの人々に明言せねばならない。侵略的な共産ソ連が彼らに強いてきた現在の隷属状態に甘んずる気など、我々にはないのだと。最終解放は我々の外交政策にとって重要かつ永遠の目標であるのだと。
1952年の共和党の国家基盤は、この立場を再確認した。大統領に選出されたドワイト・D・アイゼンハワーは、ダレスを国務長官に任命した。アイゼンハワーの顧問チャールズ・ダグラス・ジャクソンは、共産主義に対する心理戦を管轄した。自由欧州放送（米国議会が出資する民間放送局）は、共産主義を批判する放送を東欧に向けて流した。
巻き返しに代わる戦略的手段は封じ込めであり、アイゼンハワー政権は1953年10月に国家安全保障会議文書「NSC 162/2」を通じて封じ込めを採用した。これは、欧州における巻き返し運動を事実上放棄するものであった。
アイゼンハワーは、中央情報局 (CIA) の秘密工作に頼って敵対的小政府の弱体化を図ると共に、冷戦における米国の立場を支持している強化された政府に対しては、経済的・軍事的対外援助を用いた。
巻き返しの成功例は、CIAによる1953年8月のエイジャックス作戦 (Operation Ajax) である。同作戦では英国と共に、シャーの復権を目指すイラン軍を支援した。

### ハンガリー
1956年のハンガリー動乱の際、アイゼンハワーは不介入の決定を下した。この結果封じ込めは、ソ連との核戦争の危険を孕む巻き返しよりも安全な戦略とされた。
ハンガリーの改革指導者ナジ・イムレはワルシャワ条約機構脱退を発表し、彼とハンガリーの反乱軍はソ連軍の侵攻に対して西側に援助を要請した。批判者の主張によれば、1956年10月から11月にかけてのこうした出来事は巻き返しの重要な機会だったが、その機会は失われたという。アイゼンハワーはハンガリーのような内陸国への介入は危険過ぎると考え、それがソ連との核戦争を誘発することを恐れた。ジョン・フォスター・ダレス国務長官は、ナジ・イムレがソ連の側に付くものと誤認していた。
1956年10月25日、ダレスはベオグラードの米国大使館に電報を送付し、ナジ・イムレとカーダール・ヤーノシュとの政権がハンガリーの「自由の戦士」に「報復」をするかもしれないとの懸念を表明した。
翌10月26日、ワシントンの国務官僚はナジについて最悪の事態を想定し、最高機密の覚書の中で以下のように主張した。 「ソ連軍に対するナジの訴えは、少なくとも表面的には、ソ連政府とハンガリー政府の間に僅かな相違もないことを示している」。
アイゼンハワーもダレスも共に、同時期に生じたスエズ危機をより重視した。スエズ危機はセーヴル議定書に起因していた。
スエズ危機は、ハンガリー危機への米国の対応を抑制する上で、極めて重要な役割を演じた。問題は、スエズが米国の注意を、広汎な信念に反して、ハンガリーから逸らしたということではなく、それがソ連の行動を非常に非難しづらいものにしたということであった。のちにリチャード・ニクソン副大統領は次のように述べた。 「一方ではソ連のハンガリー介入を批判しておきながら、他方では英仏両国が特定の時期を選んでガマール・アブドゥル＝ナーセルに介入することを容認することなど、我々にはできなかった」。

### レーガン政権
しかし1980年代に入ると、「巻き返し」運動は大きく前進した。ヘリテージ財団などの有力保守派にせき立てられたレーガン政権は、アフガニスタンやアンゴラ、カンボディア、ニカラグアなどの諸国における反共武装運動へ武器を供与し始めた。グレナダでマルクス主義者によるクーデターが起こると、立憲政府を復活させるべく、1983年に侵攻を開始して成功を収めた。この侵攻は、政権の座にある共産政府を撃退した劇的な例であり、モスクワは「次は我が身」と憂慮した。
レーガンの第三世界への干渉は、レーガン・ドクトリンとして知られるようになった。
批判者らは、レーガン・ドクトリンはいわゆる吹き返しを招き、第三世界における紛争を無駄に増大させると主張したが、ソ連は種々の巻き返しの戦場において大きく譲歩し、結局アフガニスタンとの戦争を断念せざるを得なかった。
ソヴィエト帝国の国家主義的動揺は1989年に爆発し、東欧の衛星諸国は全て自由になった。東ドイツは西ドイツと統合した。1991年、15のソヴィエト社会主義共和国は自国の法律をソ連のそれより優れていると宣言した。ソ連は1991年12月25日に消滅し、共産主義は欧州全域で巻き返されたのである。

## 関連書籍
- Bodenheimer, Thomas, and Robert Gould. Rollback!: Right-wing Power in U.S. Foreign Policy (1999), hostile to the strategy
- Bowie, Robert R., and Richard H. Immerman. Waging Peace: How Eisenhower Shaped an Enduring Cold War Strategy (1998).
- Borhi, László. "Rollback, Liberation, Containment, or Inaction?: U.S. Policy and Eastern Europe in the 1950s," Journal of Cold War Studies, Fall 1999, Vol. 1 Issue 3, pp 67–110
- Grose, Peter. Operation Roll Back: America's Secret War behind the Iron Curtain (2000) online review
- Lesh, Bruce. "Limited War or a Rollback of Communism?: Truman, MacArthur, and the Korean Conflict," OAH Magazine of History, Oct 2008, Vol. 22 Issue 4, pp 47–53
- Meese III, Edwin.  "Rollback: Intelligence and the Reagan strategy in the developing world,"  in Peter Schweizer, ed., The fall of the Berlin wall (2000), pp 77–86
- Mitrovich. Gregory. Undermining the Kremlin: America's Strategy to Subvert the Soviet Bloc 1947-1956 (2000)
- Stöver, Bernd. "Rollback: an offensive strategy for the Cold War," in Detlef Junker, ed. United States and Germany in the era of the Cold War, 1945 to 1990, A handbook: volume 1: 1945--1968 (2004) pp. 97–102.

### 一次史料
- Burnham, James. Struggle for the World (1947)